# Dodgy Holiday EP
Dodgy Holiday EP là EP đầu tiên của ca sĩ người Anh Mika. Nó được phát hành số ngày 20 tháng 11 năm 2006, trước khi phát hành album đầu tay Life in Cartoon Motion của anh vào tháng 2 năm 2007. Tên gọi của EP được lấy từ lời của ca khúc "Billy Brown" của anh. Chuyến lưu diễn đầu tiên của anh cũng lấy cái tên này - Dodgy Holiday Tour.

## Danh sách
1. "Billy Brown" - 3.15
2. "Love Today" (Acoustic) - 2:56
3. "Relax, Take It Easy" (BBC Blue Room Session) - 3:45
4. "My Interpretation" (Acoustic) - 2:50

## Lịch sử phát hành
| Khu vực        | Ngày                 | Hãng đĩa                  | Dạng đĩa         |
| -------------- | -------------------- | ------------------------- | ---------------- |
| Vương quốc Anh | 20 tháng 11 năm 2006 | Island Records            | Download nhạc số |
| Úc             | 20 tháng 2 năm 2007  | Universal Music Australia | Download nhạc số |